# Љовисна
Љовисна (шп. Llovizna) венецуеланска је теленовела, продукцијске куће RCTV, снимана 1997.
У Србији је приказивана током 1997. и 1998. на Трећем каналу Радио-телевизије Србије. Прва епизода је приказана 9. септембра 1997, дан након завршетка "Касандре".

## Синопсис
Љовисна је прелепа осамнаестогодишњакиња, коју је одгајила Маруанта, бивша проститутка, велика и одана пријатељица њеног деде Каручија дел Рија. Некадашњи и бивши осуђеник, а сада радник у челичани, унуку је предао Маруанти још као бебу, али јој није открио да су у крвном сродству. Љовиснина мајка, Респландор дел Рио, на самрти га је заветовала на ћутање и бригу о девојчици. Само неколико часова по рођењу, беба на чудесан начин избегава мајчину судбину, пошто је Пио Ерес, власник челичане, иначе Љовиснин отац за кога се не зна, одувек желео мушко дете. Зато девојка има задатак да га раскринка и да добије оно што јој законски припада, јер је захваљујући новцу свог деде челичана израсла у моћну компанију, након чега ју је преузео препредени убица.
После дедине смрти, Љовисна преузима његов посао. Ради у топионици, где упознаје Оринока, младог и бунтовног топионичара, у кога се очајнички заљубљује. Међутим, сплетом судбине и околности, њена љубав биће потиснута у страну. Она најпре жели да од обичне раднице постане члан управе свог „царства“. Њим, иначе, управља Хесус Ферер, најпредузимљивији и најсналажљивији човек у челичани. Притом, он је велики Ориноков ривал, не само у борби за Љовиснину љубав, него и по питању приватних размирица. Он је, заправо, Карони Фуего, Ориноков брат, који се водећи фанатичном амбицијом и глађу за успехом, једног дана одрекао породице и свог имена.
Откривши да је Пио Ерес њен отац, Љовисна ће морати да се преруши у давно жељеног „сина“, сада већ напаћеног и болесног убицу њене мајке, како би открила истину. На срећу, она успева да од њега извуче признање за почињено зло, и добија наследство. Али, једино јој недостаје Оринокова љубав. За њу је међутим, касно. Наиме, живот њеног вољеног је у опасности: Цар челика му озбиљно прети, па она, да би га спасла пристаје да се уда за Пиовог штићеника, Хесуса. А њено срце и даље пламти за једином правом љубави - Ориноком.

## Улоге
| Глумац:              | Улога:                 |
| -------------------- | ---------------------- |
| Скарлет Ортиз        | Јоланда Љовисна Санчез |
| Луис Фернандез       | Ориноко Фуего          |
| Каридад Канелон      | Маруанта Санчез        |
| Пабло Мартин         | Карони Фуего           |
| Хавијер Видал        | Пио Ерес               |
| Хуан Карлос Баена    | Луис Луис              |
| Јолети Кабрера       | Соледад Баранкос       |
| Наталија Капељети    | Конкордија             |
| Хенри Кастањеда      | Гуасипати              |
| Катрин Кореја        | Дивља Каљао            |
| Накарид Ескалона     | Алехандра де Иполито   |
| Елиса Ескамез        | Нијевес Фуего          |
| Алфонсо Медина       | Ланзароте Нињо         |
| Ерика Медина         | Сирија Дегредо         |
| Милдред Кироз        | Дијаманте Фалкон Ерес  |
| Хосе Анхел Урданетас | Патрио Моралес         |
| Винстос Ваљениља     | Хосе Мигел Андуеза     |